# Хадсон (Квебек)
Хадсон (фр. Hudson) је град у Канади у покрајини Квебек. Према резултатима пописа 2011. у граду је живело 5.135 становника.

## Географија

### Клима
| Клима (Хадсон)     | Клима (Хадсон) | Клима (Хадсон) | Клима (Хадсон) | Клима (Хадсон) | Клима (Хадсон) | Клима (Хадсон) | Клима (Хадсон) | Клима (Хадсон) | Клима (Хадсон) | Клима (Хадсон) | Клима (Хадсон) | Клима (Хадсон) | Клима (Хадсон) |
| Показатељ \ Месец  | .Јан.          | .Феб.          | .Мар.          | .Апр.          | .Мај.          | .Јун.          | .Јул.          | .Авг.          | .Сеп.          | .Окт.          | .Нов.          | .Дец.          | .Год.          |
| ------------------ | -------------- | -------------- | -------------- | -------------- | -------------- | -------------- | -------------- | -------------- | -------------- | -------------- | -------------- | -------------- | -------------- |
| [ тражи се извор ] |                |                |                |                |                |                |                |                |                |                |                |                |                |

## Становништво
Према резултатима пописа становништва из 2011. у граду је живело 5.135 становника, што је за 0,9% више у односу на попис из 2006. када је регистровано 5.088 житеља.
| 2006. | 2011. |
| ----- | ----- |
| 5.088 | 5.135 |